# 琼楠叶木姜子
琼楠叶木姜子（学名：Litsea beilschmiediifolia）为樟科木姜子属下的一个种。